# Antipathes grandiflora
Antipathes grandiflora är en korallart som beskrevs av Silberfeld 1909. Antipathes grandiflora ingår i släktet Antipathes och familjen Antipathidae. Inga underarter finns listade i Catalogue of Life.